# Berberis nervosa
Berberis nervosa  es una especie de planta con flor en la familia Berberidaceae. 
Se encuentra en los bosques abiertos o con sombra, a menudo en zonas rocosas; a una altitud de 0-1800 m; en Estados Unidos. Es resistente a la infección por Puccinia graminis. La floración se produce en invierno-primavera (mar-junio). La tribu de los Skagit utiliza Berberis nervosa medicinalmente en una preparación de la raíz para tratar enfermedades venéreas.

## Descripción
Son arbustos, perennifolios, que alcanzan un tamaño de 0,1-0,8 (-2) m de altura. Los tallos monomórficos, sin brotes axilares cortos. La corteza  de color marrón o marrón amarillento, glabra. Hojas con 9-21 foliolos; con pecíolos de 2-11 cm. Foliolos delgados y ± flexibles; las hoja 2.9 a 8.4 × 1.2 a 4.8 cm, 1.8 a 3.2 veces más largo que ancho. Las inflorescencias racemosas, de 6-17 cm, densas, con 30-70 flores. Los frutos son bayas de color azul, glauco, oblongo-ovoides o globosas, de 8-11 mm, jugosas. Tienen un número de cromosomas de 2 n = 56.

## Taxonomía
Berberis nervosa fue descrita por Frederick Traugott Pursh y publicado en Flora Americae Septentrionalis; or, . . . 1: 219–220, pl. 5. 1814[1813].
Etimología
Berberis: nombre genérico latinizado del nombre árabe para el fruto. Nervosa: epíteto latíno que significa "venosa".